# Turnê Caravanas
Turnê Caravanas é uma turnê do músico Chico Buarque, que iniciou-se em 13 de dezembro de 2017 no Palácio das Artes, em Belo Horizonte.

## Antecedentes
Antes do lançamento do álbum Caravanas, foi lançado o single Tua Cantiga, no dia 28 de julho de 2017. Em 25 de agosto, o álbum foi lançado, trazendo polêmicas envolvendo a música Tua Cantiga. Além do próprio álbum, Chico Buarque também lançou vários clipes.
As primeiras datas da turnê, nas cidades de Belo Horizonte, Rio de Janeiro e São Paulo, foram anunciadas em 6 de outubro de 2017 através das redes sociais de Chico.

## Lançamento do show
O show foi lançado em CD e DVD em novembro de 2018.

## Datas
| Data                   | Cidade         | País           | Local                                  |                |
| América do Sul         | América do Sul | América do Sul | América do Sul                         | América do Sul |
| ---------------------- | -------------- | -------------- | -------------------------------------- | -------------- |
| 13 de dezembro de 2017 | Belo Horizonte | Brasil         | Palácio das Artes                      |                |
| 14 de dezembro de 2017 | Belo Horizonte | Brasil         | Palácio das Artes                      |                |
| 15 de dezembro de 2017 | Belo Horizonte | Brasil         | Palácio das Artes                      |                |
| 16 de dezembro de 2017 | Belo Horizonte | Brasil         | Palácio das Artes                      |                |
| 4 de janeiro de 2018   | Rio de Janeiro | Brasil         | Vivo Rio                               |                |
| 5 de janeiro de 2018   | Rio de Janeiro | Brasil         | Vivo Rio                               |                |
| 6 de janeiro de 2018   | Rio de Janeiro | Brasil         | Vivo Rio                               |                |
| 7 de janeiro de 2018   | Rio de Janeiro | Brasil         | Vivo Rio                               |                |
| 11 de janeiro de 2018  | Rio de Janeiro | Brasil         | Vivo Rio                               |                |
| 12 de janeiro de 2018  | Rio de Janeiro | Brasil         | Vivo Rio                               |                |
| 13 de janeiro de 2018  | Rio de Janeiro | Brasil         | Vivo Rio                               |                |
| 14 de janeiro de 2018  | Rio de Janeiro | Brasil         | Vivo Rio                               |                |
| 18 de janeiro de 2018  | Rio de Janeiro | Brasil         | Vivo Rio                               |                |
| 19 de janeiro de 2018  | Rio de Janeiro | Brasil         | Vivo Rio                               |                |
| 20 de janeiro de 2018  | Rio de Janeiro | Brasil         | Vivo Rio                               |                |
| 21 de janeiro de 2018  | Rio de Janeiro | Brasil         | Vivo Rio                               |                |
| 25 de janeiro de 2018  | Rio de Janeiro | Brasil         | Vivo Rio                               |                |
| 26 de janeiro de 2018  | Rio de Janeiro | Brasil         | Vivo Rio                               |                |
| 27 de janeiro de 2018  | Rio de Janeiro | Brasil         | Vivo Rio                               |                |
| 28 de janeiro de 2018  | Rio de Janeiro | Brasil         | Vivo Rio                               |                |
| 1 de fevereiro de 2018 | Rio de Janeiro | Brasil         | Vivo Rio                               |                |
| 2 de fevereiro de 2018 | Rio de Janeiro | Brasil         | Vivo Rio                               |                |
| 3 de fevereiro de 2018 | Rio de Janeiro | Brasil         | Vivo Rio                               |                |
| 4 de fevereiro de 2018 | Rio de Janeiro | Brasil         | Vivo Rio                               |                |
| 1 de março de 2018     | São Paulo      | Brasil         | Tom Brasil                             |                |
| 2 de março de 2018     | São Paulo      | Brasil         | Tom Brasil                             |                |
| 3 de março de 2018     | São Paulo      | Brasil         | Tom Brasil                             |                |
| 4 de março de 2018     | São Paulo      | Brasil         | Tom Brasil                             |                |
| 8 de março de 2018     | São Paulo      | Brasil         | Tom Brasil                             |                |
| 9 de março de 2018     | São Paulo      | Brasil         | Tom Brasil                             |                |
| 10 de março de 2018    | São Paulo      | Brasil         | Tom Brasil                             |                |
| 11 de março de 2018    | São Paulo      | Brasil         | Tom Brasil                             |                |
| 22 de março de 2018    | São Paulo      | Brasil         | Tom Brasil                             |                |
| 23 de março de 2018    | São Paulo      | Brasil         | Tom Brasil                             |                |
| 24 de março de 2018    | São Paulo      | Brasil         | Tom Brasil                             |                |
| 25 de março de 2018    | São Paulo      | Brasil         | Tom Brasil                             |                |
| 29 de março de 2018    | São Paulo      | Brasil         | Tom Brasil                             |                |
| 30 de março de 2018    | São Paulo      | Brasil         | Tom Brasil                             |                |
| 31 de março de 2018    | São Paulo      | Brasil         | Tom Brasil                             |                |
| 1 de abril de 2018     | São Paulo      | Brasil         | Tom Brasil                             |                |
| 12 de abril de 2018    | São Paulo      | Brasil         | Tom Brasil                             |                |
| 13 de abril de 2018    | São Paulo      | Brasil         | Tom Brasil                             |                |
| 14 de abril de 2018    | São Paulo      | Brasil         | Tom Brasil                             |                |
| 15 de abril de 2018    | São Paulo      | Brasil         | Tom Brasil                             |                |
| 19 de abril de 2018    | São Paulo      | Brasil         | Tom Brasil                             |                |
| 20 de abril de 2018    | São Paulo      | Brasil         | Tom Brasil                             |                |
| 21 de abril de 2018    | São Paulo      | Brasil         | Tom Brasil                             |                |
| 22 de abril de 2018    | São Paulo      | Brasil         | Tom Brasil                             |                |
| 3 de maio de 2018      | Recife         | Brasil         | Teatro Guararapes                      |                |
| 4 de maio de 2018      | Recife         | Brasil         | Teatro Guararapes                      |                |
| 5 de maio de 2018      | Recife         | Brasil         | Teatro Guararapes                      |                |
| 6 de maio de 2018      | Recife         | Brasil         | Teatro Guararapes                      |                |
| 17 de maio de 2018     | Salvador       | Brasil         | Teatro Castro Alves                    |                |
| 18 de maio de 2018     | Salvador       | Brasil         | Teatro Castro Alves                    |                |
| 19 de maio de 2018     | Salvador       | Brasil         | Teatro Castro Alves                    |                |
| 20 de maio de 2018     | Salvador       | Brasil         | Teatro Castro Alves                    |                |
| Europa                 |                |                |                                        |                |
| 2 de junho de 2018     | Porto          | Portugal       | Coliseu do Porto                       |                |
| 3 de junho de 2018     | Porto          | Portugal       | Coliseu do Porto                       |                |
| 6 de junho de 2018     | Lisboa         | Portugal       | Coliseu dos Recreios                   |                |
| 7 de junho de 2018     | Lisboa         | Portugal       | Coliseu dos Recreios                   |                |
| 8 de junho de 2018     | Lisboa         | Portugal       | Coliseu dos Recreios                   |                |
| América do Sul         |                |                |                                        |                |
| 2 de agosto de 2018    | Curitiba       | Brasil         | Teatro Guaíra                          |                |
| 3 de agosto de 2018    | Curitiba       | Brasil         | Teatro Guaíra                          |                |
| 4 de agosto de 2018    | Curitiba       | Brasil         | Teatro Guaíra                          |                |
| 17 de agosto de 2018   | Porto Alegre   | Brasil         | Auditório Araújo Vianna                |                |
| 18 de agosto de 2018   | Porto Alegre   | Brasil         | Auditório Araújo Vianna                |                |
| 19 de agosto de 2018   | Porto Alegre   | Brasil         | Auditório Araújo Vianna                |                |
| 30 de agosto de 2018   | Brasília       | Brasil         | Centro de Convenções Ulysses Guimarães |                |
| 31 de agosto de 2018   | Brasília       | Brasil         | Centro de Convenções Ulysses Guimarães |                |
| 18 de setembro de 2018 | João Pessoa    | Brasil         | Teatro Pedra do Reino                  |                |
| 19 de setembro de 2018 | João Pessoa    | Brasil         | Teatro Pedra do Reino                  |                |
| 21 de setembro de 2018 | Fortaleza      | Brasil         | Centro de Eventos do Ceará             |                |
| 22 de setembro de 2018 | Fortaleza      | Brasil         | Centro de Eventos do Ceará             |                |